# Огняна Душева
Огняна Георгиева Петрова-Душева е българска състезателка по кану-каяк.

## Биография
Родена в на 20 декември 1964 г. в Свиленград. Започва да тренира каяк през 1976 г. в Армейското физкултурно дружество „Тракия“. Завършва Националната спортна академия със степен бакалавър по физическо възпитание и спорт с професионална квалификация „треньор по кану-каяк“ и „учител по физическо възпитание“.

### Състезателна дейност
Душева е дългогодишна и многократна републиканска шампионка. От 1981 г. е включена в националния отбор по кану-каяк на България. В периода 1981 – 1989 г. е в неизменната шестица на европейски и световни първенства.
През 1987 година Огняна Петрова печели бронзов медал на двуместен каяк – 500 метра с Иванка Бадалска-Муерова на световното първенство в Дуисбург, както и пето място на четворка каяк.
През 1988 година на Олимпийските игри в Сеул Огняна Петкова печели бронзов медал на четириместен каяк – 500 метра, заедно с Ваня Гешева, Диана Палийска и Борислава Иванова.
През 1992 г. прекратява активната си състезателна дейност.

### Треньорска работа
Огняна Душева е старши треньор на турския национален отбор – мъже, жени, юноши и девойки от 2007 г.
Тя е международен съдия към ICF. PR на БФКК.

### Семейство
От брака си с Андриан Душев, също каякар, има две деца – Кристиян и Олимпия, национални състезатели по каяк.

### Признание
Номинирана е сред десетте най-добри спортистки на България през изминалото столетие в дисциплината каяк-жени.
Носителка е на „Медал за олимпийски заслуги“ (Български олимпийски комитет). Наградена с почетния знак на кмета на Пловдив.